# Christian Lattier
Christian Lattier (ur. 1925 w Grand-Lahou, zm. 1978) – iworyjski rzeźbiarz, jeden z prekursorów sztuki nowoczesnej w Wybrzeżu Kości Słoniowej.

## Życiorys
Lattier urodził się w 1925 roku w Grand-Lahou w Wybrzeżu Kości Słoniowej. Do dziesiątego roku życia wychowywał w dystrykcie Lagunes, po czym wysłano go do Francji, by uczył się w seminarium. W 1947 roku rozpoczął studia artystyczne na École des Beaux-Arts w Saint-Étienne, rok później przeniósł się na paryską École nationale supérieure des beaux-arts, gdzie studiował rzeźbę i architekturę. Rzeźby Lattiera zrobione z drewna, kamienia, drutu i sznurów konopnych szybko przyniosły mu rozgłos. Podczas lat spędzonych we Francji brał udział w licznych wystawach i był wielokrotnie nagradzany. Za rzeźbę Panthère, przedstawiającą panterę zrobioną ze sznurów, zdobył w 1954 roku nagrodę Chenavarda, przyznawaną najlepszym studentom École des Beaux-Arts. W 1959 roku wziął udział w pierwszej edycji paryskiego biennale. W wieku 37 lat wrócił z Francji do Wybrzeża Kości Słoniowej, gdzie podjął pracę jako wykładowca na Institut des Beaux-Arts (pol. instytut sztuk pięknych) w Abidżanie; tym samym został jednym z pierwszych afrykańskich profesorów na tej uczelni. W 1966 roku Lattier zdobył nagrodę główną podczas pierwszej edycji Światowego Festiwalu Sztuki Czarnych.
Borykał się z problemami zdrowotnymi, zmarł w 1978 roku w wieku pięćdziesięciu trzech lat.

## Twórczość
Lattier jest uważany za jednego z najważniejszych artystów Wybrzeża Kości Słoniowej. Jego prace są figuratywne, ale cechuje je duży stopień abstrakcji. Stworzył własną technikę, która polegała na owijaniu powyginanych stelaży sznurkiem.
Z początku, podczas studiów w Paryżu, podporządkował się europejskiej tradycji rzeźby, jednak szybko odnalazł własny styl, nawiązujący do jego afrykańskiego pochodzenia. Punktem zwrotnym był 1953 rok, w którym zaczął używać sznurka, drutu i czerwonawej patyny, prawdopodobnie uzyskanej z laterytu. Technikę, którą tworzył kształty z tych materiałów, nazwał „ekspresją rzeźbiarską”, ponieważ uważał, że pojęcie rzeźbiarstwa określa jedynie wycinanie w drewnie, czy rzeźbienie w kamieniu. Z tego względu został nazwany przez krytyka sztuki Yacouba Konaté „rzeźbiarzem z nagimi dłońmi”.
Lattier czerpał inspirację z tradycji sztuki afrykańskiej, takich jak tworzenie masek, do których nawiązywał, używając własnej, sznurkowej techniki. Jedną z jego najbardziej monumentalnych rzeźb jest Les trois âges de la Côte d’Ivoire, którą stworzył w 1972 roku dla nowo powstałego portu lotniczego Abidżan. Praca ma ponad 7 metrów szerokości i 4 metrów wysokości, waży 2,5 tony i została spleciona z 45 km sznurów. Rzeźba znajdywała się na lotnisku w latach 1972–2000, po czym zdjęto ją ze względu na zły stan techniczny; obecnie znajduje się w archiwum Biblioteki Narodowej w Abidżanie.
Obok Ouattara Wattsa i Frédérica Bruly Bouabré, Lattier był jednym z trzech iworyjskich artystów, których prace pokazano podczas podróżującej wystawy zbiorowej The Short Century: Independence and Liberation Movements in Africa, 1945–1994 w Museum of Modern Art w Nowym Jorku, a także w Monachium, Berlinie i Chicago. Większość prac Lattiera znajduje się w Muzeum Narodowym w Abidżanie.